# 黑石

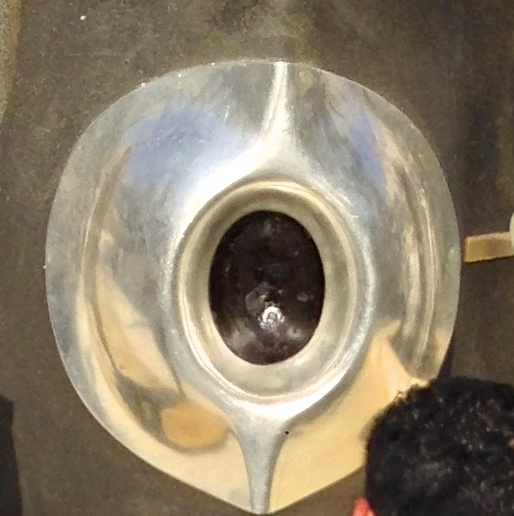
被銀框固定的黑石

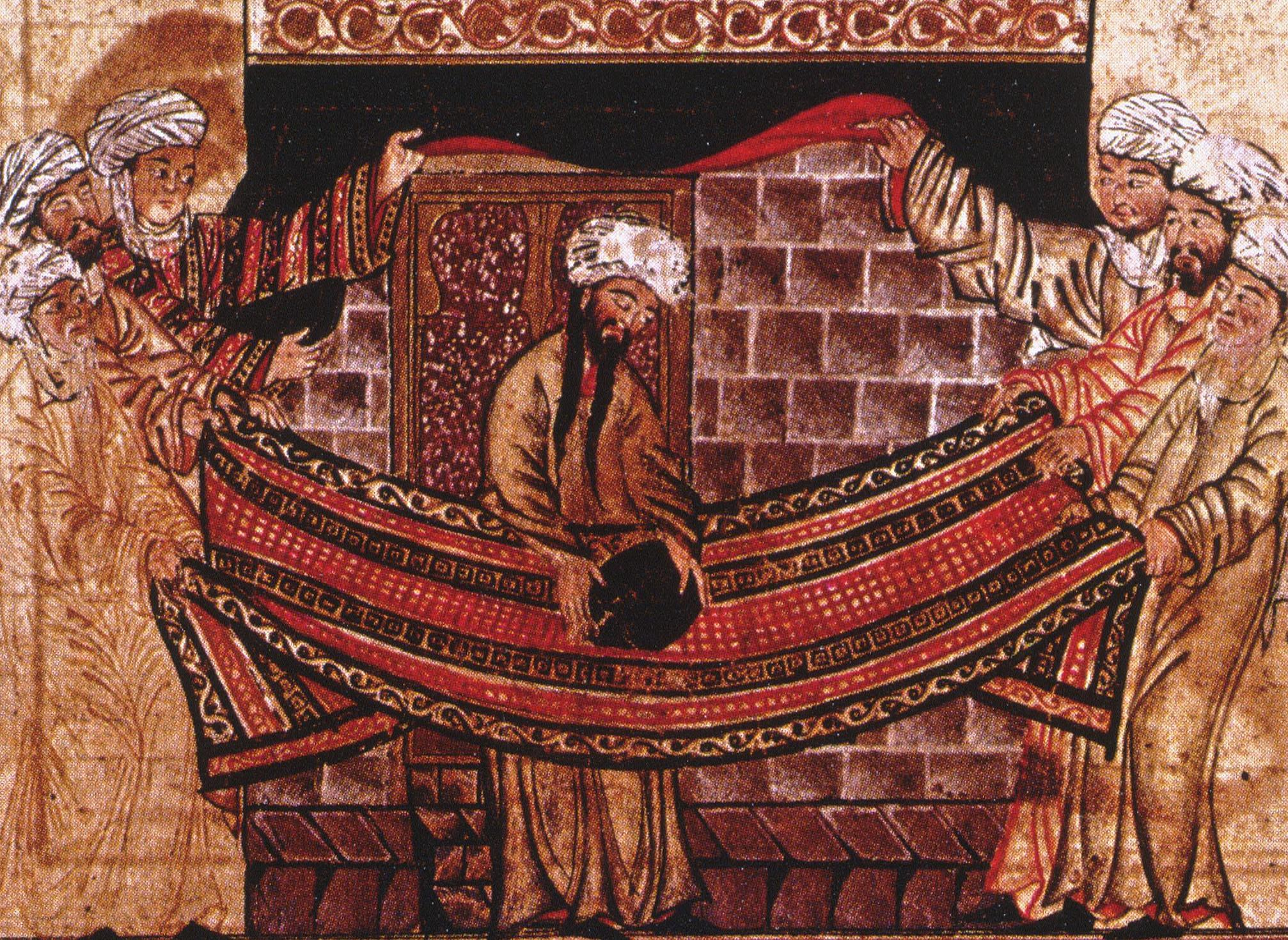
穆罕默德與麥加部族長老合力將黑石安置定位，繪於1315年

黑石（阿拉伯語：‎，羅馬化：al-Hajar-ul-Aswad）是鑲在克爾白東南角的黑色石頭。穆斯林相信它的歷史可追溯到阿丹與哈娃的年代。黑石的直徑大約有三十公分長，距離地面1.5公尺高。
伊斯蘭教朝覲者在朝覲尾聲時會前往克爾白進行辭朝的活動，也就是巡遊克爾白。此時朝覲者會模仿伊斯蘭教先知穆罕默德，親吻黑石。但是朝覲的人通常非常多，在擁擠的人潮中只能以手掌示意一下。
目前的黑石並不是完整的一塊石頭，黑石在中世紀的時候遭到損毀而碎裂成好幾塊。目前黑石碎塊由銀框固定住，而銀框由銀製釘子加以釘牢。有些較虔誠的穆斯林主張為了保護黑石，黑石應該盡量避免讓群眾接觸到。

## 來源

### 伊斯蘭觀點
根據伊斯蘭傳統，黑石是在阿丹和哈娃的時代從天墜落的。當時黑石是一塊潔白的石塊，但由於人們的罪惡而漸漸變黑。黑石後來被藏在麥加附近的阿布·古貝斯山。當易卜拉欣重建克爾白時，大天使吉卜利里把藏在山裡的黑石取出交給他。
穆罕默德在黑石上佔有重要的歷史地位。602年，他還尚未成為先知，那時他參與了克爾白的重建。克爾白整修的時候黑石被暫時移出。根據伊本·易斯哈格的著作《真主使者的一生》，穆罕默德擺平了麥加各個部族的爭吵，他們在爭誰才有資格安放黑石。穆罕默德的解決辦法是，他讓所有部族的長老將黑石放置在斗蓬上，然後穆罕默德本人用他的雙手把黑石安置好。

### 其他觀點
對黑石的崇敬很顯然地在伊斯蘭教創立前就存在了。閃族文化有一種習俗，人們以非比尋常的石頭標記宗教崇拜的場所，這種現象在希伯來聖經以及古蘭經都有提及。
古魯伯（Grunebaum）在其《古典伊斯蘭》（Classical Islam）一書中指出，克爾白在前伊斯蘭時期就已經是一個朝聖的聖地，是當時唯一以石材建造的至聖所，但也有其他的文獻指出整個阿拉伯半島也曾經存在過像克爾白一樣的構造物。阿拉伯半島南部城市蓋曼（Ghaiman）崇拜一種紅色的石頭，把它當作神靈。而在阿巴拉特（al-Abalat，麥加南部，靠近塔巴拉（Tabala））的克爾白裡則供奉著白色的石頭。古魯伯指出，當時人們的宗教崇拜和奇石、山嶽、怪樹很有關係。
十九世紀和二十世紀早期的歐洲旅行家喬裝成朝覲的穆斯林，親身接觸了黑石。他們是首先詳述黑石的真實外觀的。瑞士旅行家伯克哈特（Johann Ludwig Burckhardt）於1815年混入朝覲隊伍而進入麥加，後來在他的《遨遊阿拉伯》一書中記載了對黑石的詳細描述：
|  | 黑石是一塊呈不規則狀的橢圓形石頭，直徑約有七英吋，岩石表面有波浪狀。另外還有數塊形狀大小各異的碎石，由少許的黏著劑黏接在一起，看起來頗為平順。黑石看起來好像曾經遭到強大的外力衝擊而碎裂，但後來又被黏接起來。我很難精確地敘述黑石的樣子。這塊石頭由於經歷數百萬人的觸摸與親吻而有損毀。對我來說黑石似乎是一塊熔岩，摻雜著又白又黃的雜質。目前黑石的顏色呈現極深的棕紅色，接近黑色。黑石的四周應該是由瀝青與碎石之類的混合而成的黏著劑固定住的，但顏色呈現棕色。黏著劑能夠把黑石碎塊固定住，以免飛散。這種黏著劑大約有二或三英吋寬，比黑石稍微突出一些。黑石與黏著劑都由外層的銀製金屬固定住，下寬上窄。銀框的兩側明顯鼓起，看起來好像黑石的剩餘部份都藏在裡面。銀框的下半部由銀製的釘子釘牢。 |

英國人伯頓則於1853年參訪克爾白，他說：
|  | 黑石的顏色應該是黑色，看起來有金屬的色澤。黑石的中心大約比外圍的金屬框還要低約二英吋。黑石的四周由紅棕色的黏著劑固定住，黏著劑幾乎與黑石一樣高，但漸漸往黑石中心的方向陷入。外圍的金屬框是由黃金或銀打造的圓框。我發現金屬框的寬度大約有一扠寬又三個指頭那麼寬。 |

關於黑石屬於哪一類礦物有各種說法，如玄武岩熔岩、瑪瑙、天然的玻璃等，或者是最常見的說法，是一塊隕石。根據一位編年史家的說法，黑石能夠漂浮在水上。如果這個描述是真的，那麼黑石自然就不會是瑪瑙、玄武岩熔岩或是隕石，雖然玻璃或浮石也有漂浮在水上的特性。
也有人說黑石是大約6,000年前墜落的隕石所衝擊出來的玻璃結晶，當時掉落在魯卜哈利沙漠城市吾巴爾。這個城鎮大約在麥加以東1,000公里處。吾巴爾的隕石坑群有著二氧化矽結晶，那是由於隕石本身的鎳鐵合金因撞擊所產生的高熱所形成的（大部分的隕石在撞擊地表時早已破壞殆盡）。有些玻璃結晶是閃耀的黑色玻璃，內部結構是白色或黃色的，而且佈滿著因氣體而形成的小洞。由於內部佈滿著小洞，使得這些玻璃結晶能夠漂浮在水上。雖然科學家直到1932年才發現吾巴爾隕石坑群，這些隕石坑靠近阿曼的一條駱駝商隊。當時當地人應該就已經知道它們的存在。在阿拉伯古詩裡，吾巴爾盛極一時的大城，由於國王的荒淫無道而遭受天火毀滅。

## 相關儀式
朝覲者在巡遊克爾白七次的時候，每一次要親吻黑石一下，這是模仿先知穆罕默德的作法。第二任哈里發奧馬爾一世（580-644）在親吻黑石的時候當眾說：“無疑地，我知道你只是一塊石頭，既不能傷人，也不能降福於人。若不是因為穆罕默德親吻你，我必定不親吻你。”許多穆斯林仿傚奧馬爾的作法，他們出於信賴穆罕默德而對黑石有幾番敬意，但並不因此信仰黑石。對現代的朝覲者來說，由於人潮過於擁擠而僅僅以手掌對黑石示意之。有些穆斯林表示黑石應該被視為巡遊克爾白的起點標記。
某些穆斯林也接受鐵密濟聖訓對黑石的記載，認為黑石在復活日的時候會開口為曾經親吻它的人作見證：
“伊本·阿拔斯說：真主的使者談到黑石：‘以真主起誓，真主在復生日的那天會讓黑石長出眼睛和舌頭，那時黑石既能看也能言，為那些曾經懷著敬意撫摸它的人作見證。’”
黑石除了宗教儀式的功能，其顏色還象徵著為真主而秉持著公正與貧窮的美德，同時還象徵著為親近真主而達到忘我的境界。

## 損毀
黑石早已碎裂成七至十五塊，目前由銀框固定住。事實上，黑石在不同時代都遭到不同程度的損毀。683年，葉齊德一世圍攻麥加，其軍隊發射帶火的箭，使克爾白起火，以致於黑石裂成三大塊以及數塊較小的碎塊。據伊斯蘭史學家祖外尼的說法，黑石在951年的時候物歸原主。當時歸還的方式神秘兮兮、令人不解。黑石被棄置在庫法的主麻清真寺，用一個布袋包著，布袋上面還寫著：“我們奉命劫走，現在奉命歸還”。黑石在被劫走與歸還的過程中受到進一步的損毀，碎裂成七大塊。

## 外部連結
- （英文）朝覲心得 （页面存档备份，存于）
- （英文）克爾白：真主的房屋